# Purwoasri (Tegaldlimo)
Purwoasri is een bestuurslaag in het regentschap Banyuwangi van de provincie Oost-Java, Indonesië. Purwoasri telt 4453 inwoners (volkstelling 2010).